# Sankt Petersborg Plads
Sankt Petersborg Plads er en plads i Nordhavnen i København, der ligger som en trekant med hjørnerne vendende ud mod Göteborg Plads, Hamborg Plads og Murmanskgade. Pladsen er opkaldt efter den russiske havneby Sankt Petersborg. Pladsen etableres sammen med byggeriet omkring den fra 2014 og frem.

## Historie og bebyggelse
Pladsen ligger ligesom resten af Århusgadekvarteret i et område, der indtil 2014 var en del af Københavns Frihavn med begrænset adgang for offentligheden. Endnu i 2012 stod der forskellige erhvervsbygninger i denne del af området, men de blev efterfølgende fjernet. I forbindelse med områdets ophør som frihavn var det nemlig blevet besluttet at omdanne det til en ny bydel med boliger og erhverv, hvilket blandt andet medførte anlæg af en række nye gader og pladser, heriblandt denne. Københavns Kommunes Vejnavnenævnet ønskede at følge traditionen med at give gadenavne efter et bestemt tema, i dette tilfælde internationale havnebyer. Indstillingen blev godkendt på Teknik- og Miljøudvalgets møde 21 januar 2014 med virkning fra 1. marts 2014, hvor pladsen officielt fik navnet Sankt Petersborg Plads. I praksis eksisterede pladsen dog knap nok i virkeligheden på det tidspunkt, men der blev sat gang i arbejdet med den, alt imens det nye byggeri skød op omkring den. 
På den sydlige side af pladsen opførte AP Pension og KPC karreen Harbour Park efter tegninger af Danielsen Architecture i 2014-2015. Karreen er opført i teglsten med brune og røde nuancer og med fælles have i gårdrummet. På den nordlige side opførtes et parkeringshus for kvarteret med navnet Lüders (arbejdsnavn: Den Røde Tråd) efter tegninger af JAJA Architects i 2014-2016. Huset er nærmest rustrødt men prydes af illustrationer af havnelivet og en mængde grønne plantekasser. Parkeringshuset rummer ca. 500 biler foruden et Netto-supermarked og en genbrugsstation i stuen. Taget fungerer som det offentligt tilgængelige 2.400 m² store Konditaget Lüders, hvor forskellige faciliteter gør det muligt at lege og dyrke sport. Desuden fungerer taget som udsigtspunkt. På den vestlige side er det tanken, at der skal ligge et erhvervsbyggeri, der blandt andet kommer til at indeholde en biograf.
Selve pladsen blev i første omgang kun anlagt langs med karreen Harbour Park. Den nordlige del fungerede som byggeplads i forbindelse med opførelsen af parkeringshuset Lüders. Når erhvervsbyggeriet på den vestlige side går i gang, kommer den til at fungere som byggeplads igen, hvilket betyder at pladsen tidligst kan færdiggøres i 2020. Til den tid er det meningen, at pladsen skal fungere som et grønt åndehul med en blanding af træer, buske og stauder. Desuden kommer der forskellige legemøbler og siddemøbler.